# João Leiva
João Oswaldo Leiva (São Paulo, 1935 – São Paulo, 18 de junho de 2000) foi um engenheiro e político brasileiro. Foi secretário de Obras e Meio Ambiente no governo Franco Montoro, entre 1983 e 1987, e de Energia e Saneamento na gestão Orestes Quércia, entre 1987 e 1991. Notabilizou-se quando se candidatou à prefeitura de São Paulo pelo PMDB em 1988. Apesar de ter contado com o apoio do governador Quércia e do prefeito Jânio Quadros, além do apresentador Gugu Liberato, conquistou apenas a terceira colocação com 14,45% dos votos, atrás de Luiza Erundina (a vencedora do pleito) e Paulo Maluf.
Em sua campanha, frisou sempre sua condição de Técnico e Engenheiro conhecedor dos problemas da cidade. Percorreu bairros afastados e carentes, propondo melhorias em infraestrutura.
Tinha como símbolo de campanha uma colher de pedreiro, com o jingle "João Leiva, mãos à obra", sempre enfatizando uma administração técnica e tocadora de obras.
Mesmo com tal estrutura, como já citado, ficou apenas em terceiro lugar, não conseguindo fazer frente ao duo Maluf-Erundina.
Postulou novamente o cargo em 1996, porém uma decisão judicial concedeu a candidatura a José Aristodemo Pinotti, que mais tarde passou a direcionar o diretório municipal do PMDB, o qual era filiado desde 1979 - contabilizando o período como MDB, foram 34 anos de partido.
Em abril de 2000, coordenou uma manifestação a favor do impeachment do então prefeito de São Paulo, Celso Pitta. Internado no Hospital Santa Catarina em maio, Leiva morreu 1 mês depois, aos 65 anos de idade, devido à uma infecção proveniente de um tratamento para combater um câncer no estômago, deixando esposa e três filhos.